# Giro dell'Umbria 1952
Il Giro dell'Umbria 1952, ventiquattresima edizione della corsa, si svolse l'11 maggio 1952 su un percorso di 190 km con partenza e arrivo a Foligno. Fu vinto dall'italiano Mario Rosario, che completò la prova in 5h25'00" precedendo in volata i connazionali Fernando Desideri e Noè Conti.
Organizzato dal Velo Club Foligno e dal settimanale Centro Italia, il Giro, riservato a dilettanti seniores e juniores, fu valido come prima prova del campionato umbro dilettanti 1952.

## Percorso
La prova prese il via da Foligno, transitando quindi nell'ordine da Spello, Assisi, Bastia Umbra, Perugia, Deruta, Todi, Terni, Valico della Somma (dove venne assegnato il Gran Premio della Montagna) e Spoleto, per rientrare infine a Foligno, sede del traguardo.

## Ordine d'arrivo (Top 10)
| Pos. | Corridore              | Squadra         | Tempo    |
| ---- | ---------------------- | --------------- | -------- |
| 1    | Mario Rosario          | U.C. Federici   | 5h25'00" |
| 2    | Fernando Desideri      | V.C. Foligno    | s.t.     |
| 3    | Noè Conti              | U.C. Ugolinelli | s.t.     |
| 4    | Armando Fioriti        | V.C. Eugubino   | s.t.     |
| 5    | Umberto Candelori      | S.C. Preziosi   | s.t.     |
| 6    | Alessandro Martellotti | Pol. Narnese    | s.t.     |
| 7    | Umberto Fioramonti     | G.S. Campomicc. | s.t.     |
| 8    | Renato Giorgi          | V.C. Perugino   | s.t.     |
| 9    | Amedeo Salghini        | A.S. Predappio  | s.t.     |
| 10   | Lanfranco Capponi      | S.C. Lampo      | s.t.     |